# Sana'i di Ghazna
Sanāʾi di Ghazna, noto anche come Ḥakīm Sanāʾi (ossia: "Sanāʾi il saggio/il sapiente") (in persiano ابوالمجد مجدود‌ بن آدم سنایی غزنوی‎, Abū l-Majd Majdūd b. Ādam Sanāʾi Ghaznavi; Ghazni, ultimo quarto dell'XI secolo – Ghazni, tra il 1141 e il 1151), è stato un poeta persiano.

## Biografia
Sanāʾi, da qualcuno definito un "precursore persiano di Dante" (Nicholson), appartiene con Farid al-Din 'Attar e Rumi alla triade dei grandi poeti mistici della letteratura persiana medievale. Divise la sua vita tra la frequentazione di varie corti locali e quella di ambienti religiosi e della mistica sufi. Dopo un lungo apprendistato presso le corti più provinciali dell'Iran orientale, tornò a Ghazna dove terminò gloriosamente la sua carriera come poeta dei sultani ghaznavidi.

## L'opera

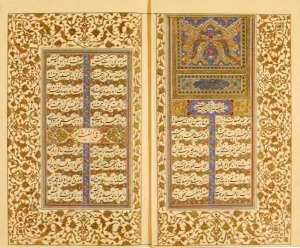
Ḥadīqat al-Ḥaqīqa, Manoscritto del 1894

Autore di: un Divān (canzoniere) contenente ghazal e qaṣīda; un monumentale poema didattico d'intonazione mistica intitolato Ḥadīqat al-Ḥaqīqa ("Il giardino della Verità") che comprende, nelle varie versioni, pervenute dai 3.500 ai 10.000 versi; un cosiddetto "Settetto" di più brevi poemi di vario argomento, tra cui spicca il celebre Sayr al-ʿ'bad ilà l-Maʿad ("Il viaggio degli uomini per l'altra vita"). Quest'ultimo è una sorta di "Divina Commedia" in miniatura di circa 800 versi, in cui il poeta guidato da un saggio vegliardo s'immagina di percorrere il regno dell'aldilà in un viaggio iniziatico attraverso la cripta cosmica che lo porterà dall'"inferno" del mondo sub-lunare, attraverso il "purgatorio" delle sfere celesti, sino a un "paradiso" posto oltre il cielo delle Stelle Fisse, dove incontrerà una misteriosa Luce in cammino dai più identificata con la luce della profezia o con la stessa luce divina.

## Opere di riferimento sulla letteratura persiana medievale
- E.G. Browne, A Literary History of Persia, 4 voll., Cambridge 1951-53 (più volte ristampato)
- Jan Rypka, A History of Iranian Literature, Reidel Publishing Company, London 1968
- A. J. Arberry, Classical Persian Literature, London 1958
- A.Pagliaro-A.Bausani, La letteratura persiana, Sansoni-Accademia, Firenze-Milano 1968
- A.M. Piemontese, Storia della letteratura persiana, 2 voll., Fratelli Fabbri, Milano 1970
- C. Saccone, Storia tematica della letteratura persiana classica vol. I: Viaggi e visioni di re sufi profeti, Luni, Milano-Trento 1999; vol. II: Il maestro sufi e la bella cristiana. Poetica della perversione nella Persia medievale, Carocci, Roma 2005;  vol. III: Il re dei belli, il re del mondo. Teologia del potere e della bellezza nella poesia persiana medievale, Aracne, Roma 2014

## Studi e articoli in italiano su Sana'i di Ghazna
- AA.VV., Colloquio italo-iraniano: il poeta mistico Sana'i,  Ed. dell'Accademia Nazionale dei Lincei, Roma 1979
- C.Saccone, Viaggi e visioni di re sufi profeti, Luni, Milano-Trento 1999
- A. Bausani, Il pazzo sacro nell'islam, Luni. Milano-Trento 2000
- J.C. Buergel, Il discorso è nave, il significato un mare. Saggi sull'amore e il viaggio nella poesia persiana medievale, Carocci, Roma 2006

## Traduzioni italiane
- Sana'i, Viaggio nel regno del ritorno, a cura di C. Saccone, Luni Ed., Milano-Trento 1998 (prima ed.: Pratiche, 1993)